# 不萊梅廣播公司
不萊梅廣播公司（德語：Radio Bremen）是位於德國不萊梅的一個公共廣播電視公司，也是德國公共廣播聯盟的九個加盟公司之一。播出地區是不萊梅州。

## 外部連結
- Radio Bremen（页面存档备份，存于）